# Al-Shorta SC

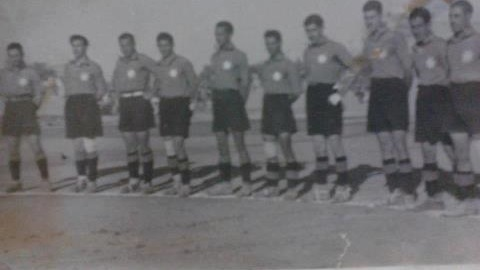
Montakhab al-Shorta 1937

Der al-Shorta Sports Club (arabisch نادي الشرطة الرياضي, DMG Nādī š-Šurṭa ar-riyāḍī ‚Polizeisportverein‘) ist ein irakischer Sportverein aus Bagdad. Er hat Mannschaften in 18 verschiedenen Sportarten, mehr als jeder andere irakische Verein. Die bekannteste Abteilung des Vereins ist die Fußballmannschaft, deren Ursprünge auf das Jahr 1932 zurückgehen, als die Polizeimannschaft Montakhab al-Shorta gegründet wurde.
Der Verein trägt seine Fußball-Heimspiele im al-Shaab-Stadion aus.

## Geschichte
Die Ursprünge von al-Shorta lassen sich bis ins Jahr 1932 zurückverfolgen, als die polizeiliche Fußballmannschaft Montakhab al-Shorta (Polizeiauswahlmannschaft) gegründet wurde. 1960 wurde das Komitee für Polizeispiele, das später als Direktorat für Polizeispiele bekannt wurde, gegründet, um die Kontrolle über den Polizeisport im Irak zu übernehmen, und es wurde beschlossen, die sportlichen Aktivitäten der Polizei in der Hauptstadt durch die Gründung neuer Mannschaften zu erweitern. So wurden 1960 Shorta al-Najda (Patrouillenpolizei) und 1961 Aliyat al-Shorta (Polizeimaschinen) gegründet, die neben den A- und B-Mannschaften von Montakhab al-Shorta am irakischen Fußballsystem teilnahmen.
Montakhab al-Shorta wurde 1963 nationaler Meister. Aliyat al-Shorta entwickelte sich Ende der 1960er Jahre zu einer der stärksten Mannschaften der Region, gewann dreimal in Folge den Titel in der höchsten Spielklasse (1968–1970) und führte die Liga in der Saison 1966/67 an, bevor sie abgebrochen wurde. Aliyat al-Shorta war die erste irakische Mannschaft, die am wichtigsten asiatischen Klubwettbewerb, dem Asian Champion Club Tournament, teilnahm, und schrieb Geschichte, indem sie als erste arabische Mannschaft 1971 das Finale erreichte. Auf dem Weg ins Finale des Turniers gewannen sie alle Spiele, darunter zwei Siege gegen den Titelverteidiger Taj Teheran, weigerten sich aber aus Protest gegen die israelische Besatzung Palästinas, gegen den israelischen Verein Maccabi Tel Aviv im Endspiel anzutreten, schwenkten die palästinensische Flagge auf dem Spielfeld und wurden disqualifiziert. In den irakischen Medien wurden sie als Sieger gefeiert (die Zeitung al-Mal'ab titelte: „Die Meister Asiens kehren nach Bagdad zurück“) und die Mannschaft wurde bei ihrer Rückkehr ins Land mit einer Parade in offenen Bussen als Helden begrüßt.
1974 wurden die verschiedenen Polizeiteams zusammengelegt, nachdem der irakische Fußballverband 1974 beschlossen hatte, bei nationalen Wettbewerben nur noch Vereine zuzulassen. Deshalb wurde al-Shorta als Sportverein gegründet und dem Innenministerium unterstellt. 1983 änderte der Verein während des Iran-Irak-Kriegs seinen Namen in Qiwa al-Amn al-Dakhili (Innere Sicherheitskräfte); dieser Name blieb nur eine Saison lang bestehen, bevor der Verein wieder den Namen al-Shorta annahm.

## Erfolge
- Irakischer Meister: 1963 (Montakhab al-Shorta) 1968, 1969, 1970, 1972 (Aliyat al-Shorta) 1980, 1998, 2013, 2019, 2022, 2023, 2023/24, 2024/25[1]

- Irakischer Pokalsieger: 2023/24

- Arab Club Champions Cup: 1982

- Asian Champion Club Tournament

Finalist: 1971 (Aliyat al-Shorta)